# Минчель (струмок)
Минчель — струмок  в Україні, у  Верховинському районі Івано-Франківської області, лівий доплив  Перкалабу (басейн Дунаю).

## Опис
Довжина струмка приблизно  3 км. Основні притоки: Гропа - довжина близько 2 км, бере початок на південних схилах гори Гнатася, та Тісний - довжина 2,5 км, бере початок на східних схилах гори Гнатася

## Розташування
Бере  початок на україно-румунському кордоні, в урочищі Фата Банулуй. Тече спочатку на північний схід, в нижній частині повертає на схід, і впадає у річку Перкалабу, ліву притоку Білого Черемоша.